# Сошнікова Ольга Миколаївна
Сошнікова Ольга Миколаївна (*11 червня 1976) — українська діячка у галузі музейної справи, виконуюча обов'язки директора Харківського історичного музею імені М. Ф. Сумцова, кандидат філософських наук, Заслужений працівник культури України, член Консультативної ради з питань охорони культурної спадщини при Департаменті культури і туризму Харківської обласної державної адміністрації.

## Біографія
Народилася 11 червня 1976 року у Харкові.
У 1998 році закінчила Харківський державний інститут культури за спеціальністю «Музейна справа та охорона пам'яток історії та культури».
З 1998 року працює у Харківському історичному музеї імені М. Ф. Сумцова, а з 2006 року була заступником директора з наукової роботи Харківського історичного музею імені М. Ф. Сумцова. Пізніше стала виконувати обов'язки директора.
У 2012 році захистила дисертацію на здобуття наукового ступеня кандидата філософських наук (спеціальність 09.00.04 «Філософська антропологія, філософія культури») за темою «Соціокультурний контекст музейної комунікації» (наук. керівник — професор Корабльова Надія Степанівна).
Є автором понад 40 наукових публікацій з історичної, музеєзнавчої та філософської тематики. Здійснювала наукову розробку Музею історії банківської справи при Харківському обласному управлінні Національного банку України, музею Національного меморіального комплексу «Висота маршала І. С. Конєва» (нині Національний музей воєнної історії Слобожанщини) у селищі Солоницівка Харківської області (2005), Музею місцевого самоврядування Харківщини (2015) та Музею пам'яті жертв Голодомору (Харківська область) (2018).
У 2019 році — керівник проєкту «Азимут культурного розвитку» (програма «Навчання. Обміни. Резиденції. Дебюти» грантового конкурсу Українського культурного фонду).
Від 5 жовтня 2021 року виконує обов'язки директора Харківського історичного музею імені М. Ф. Сумцова

## Нагороди
У 2008 році нагороджена Почесною грамотою Кабінету Міністрів України за вагомий особистий внесок у розвиток українсько-польської співпраці у галузі культури, організацію та проведення реставрації унікальної пам'ятки національної спадщини України — гетьманського прапора 1686—1688 років.
У 2019 році Указом Президента України від 6 березня 2019 року № 58/2019 «Про відзначення державними нагородами України з нагоди Міжнародного жіночого дня» присвоєно почесне звання Заслуженого працівника культури України.